# Haskell Wexler
Pour les articles homonymes, voir Wexler.
Haskell Wexler est un directeur de la photographie, réalisateur, producteur, acteur et scénariste américain né le 6 février 1922 à Chicago, Illinois (États-Unis) et mort le 27 décembre 2015 à Santa Monica (Californie).

## Biographie
Haskell Wexler est né le 6 février 1922 dans une famille juive à Chicago. Ses parents Simon et Lottie Wexler ont quatre enfants : Jerrold, Haskell, Joyce (Isaacs) et Yale. Il a fréquenté l'école Parker Francis, où il était le meilleur ami de Barney Rosset.
Après une année il quitte l'Université de Californie Berkeley et s'engage dans la marine marchande pendant la Seconde Guerre mondiale. De retour dans son Illinois natal, Wexler et son père achètent et rénovent une armurerie à Des Plaines, le transformant en un studio de cinéma. L'entreprise échoue et ferme en 1947 mais Wexler s'est mis à en apprendre davantage sur la production de films, en commençant comme cadreur et fait ses premiers films comme directeur de la photographie dans les années 1950. Stakeout on Dope Street (1958) est son premier film en tant que directeur de la photographie où il n'est pas crédité d'ailleurs.
Wexler décide par la suite de devenir cinéaste et réalise des documentaires engagés comme Brazil: A report on Torture en 1965 sur des militants brésiliens qui décrivent et, pour plus de clarté, mettent en scène les formes de torture qu’ils ont eu à subir, auxquelles beaucoup de leurs camarades n’ont pas survécu.
Il est le premier directeur de la photographie à utiliser le Steadicam pour un plan-séquence dans En route pour la gloire (Bound for Glory) en 1977.
En 1996, il obtient une étoile sur la fameuse Hollywood Walk of Fame ainsi qu'un prix au festival Camerimage récompensant l'ensemble de sa carrière de directeur de la photographie.
Il meurt le 27 décembre 2015 à Santa Monica à l'hôpital Providence Saint John's Health Center « paisiblement dans son sommeil » comme l'indique son fils et ingénieur du son Jeff Wexler.

## Filmographie
Comme directeur de la photographie
- 1958 : Stakeout on Dope Street (en)
- 1960 : The Savage Eye (en)
- 1960 : Cinq pistolets roses (Five Bold Women)
- 1960 : Studs Lonigan
- 1961 : Le Mal de vivre (Hoodlum Priest) d'Irvin Kershner
- 1961 : Angel Baby
- 1963 : Face in the Rain
- 1963 : America, America
- 1963 : Lonnie
- 1964 : Que le meilleur l'emporte (The Best Man)
- 1965 : The Bus
- 1965 : Le Cher Disparu (The Loved One)
- 1966 : Qui a peur de Virginia Woolf ? (Who's Afraid of Virginia Woolf ?)
- 1967 : Dans la chaleur de la nuit (In the Heat of the Night)
- 1968 : L'Affaire Thomas Crown (The Thomas Crown Affair)
- 1969 : Medium Cool
- 1971 : Interviews with My Lai Veterans
- 1972 : The Trial of the Catonsville Nine
- 1974 : Introduction to the Enemy
- 1975 : Vol au-dessus d'un nid de coucou (One Flew Over the Cuckoo's Nest)
- 1976 : Underground (film documentaire sur le Weather Underground)
- 1976 : En route pour la gloire (Bound for Glory)
- 1978 : Paul Jacobs and the Nuclear Gang
- 1978 : Le Retour (Coming Home)
- 1978 : Les Moissons du Ciel (Days Of Heaven) (en tant que "additional photographer")
- 1980 : No Nukes
- 1981 : Cœurs d'occasion (Second-Hand Hearts)
- 1982 : Richard Pryor Live on the Sunset Strip
- 1982 : Lookin' to Get Out
- 1983 : L'Homme à femmes (The Man Who Loved Women)
- 1987 : Uncle Meat
- 1987 : Matewan
- 1988 : Couleurs (Colors)
- 1989 : Trois fugitifs (Three Fugitives)
- 1989 : Blaze
- 1991 : Larry le liquidateur (Other People's Money)
- 1992 : Babe, le bambino (The Babe)
- 1994 : Le Secret de Roan Inish (The Secret of Roan Inish)
- 1995 : The Sixth Sun: Mayan Uprising in Chiapas
- 1995 : Canadian Bacon
- 1996 : Les Hommes de l'ombre (Mulholland Falls)
- 1996 : Sombres Soupçons (The Rich Man's Wife)
- 1999 : Bus Rider's Union
- 1999 : Limbo
- 2000 : Mexico
- 2000 : Good Kurds, Bad Kurds: No Friends But the Mountains
- 2000 : The Man on Lincoln's Nose
- 2001 : 61* (TV)
- 2004 : Silver City
- 2004 : From Wharf Rats to the Lords of the Docks
- 2005 : Bastards of the Party
- 2006 : Who Needs Sleep?

Comme réalisateur
- 1965 : The Bus
- 1969 : Medium Cool
- 1971 : Brazil: A Report on Torture
- 1974 : Introduction to the Enemy
- 1976 : Underground
- 1983 : Bus II
- 1985 : Latino
- 1999 : Bus Rider's Union
- 2004 : From Wharf Rats to the Lords of the Docks
- 2006 : Who Needs Sleep?

Comme producteur
- 1965 : The Bus
- 1965 : Le Cher Disparu (The Loved One)
- 1969 : Medium Cool
- 1999 : Bus Rider's Union

Comme acteur
- 1969 : Medium Cool : Cameraman on Scaffold
- 2002 : Out of These Rooms : Alice's Husband
- 2005 : The Big Empty : Bookstore Customer

Comme scénariste
- 1965 : The Bus
- 1969 : Medium Cool
- 1985 : Latino

Comme directeur artistique dans un long métrage
- 1965 : The Bus
- 1969 : Medium Cool
- 1971 : Brazil: A Report On Torture
- 1974 : Introduction to the Enemy[11]
- 1976 : Underground
- 1983 : Bus II
- 1985 : Latino

## Récompenses et nominations
- 1967 : Oscar de la meilleure photographie pour Qui a peur de Virginia Woolf ?
- 1975 : Nomination à l'Oscar de la meilleure photographie et nomination au BAFTA de la meilleure photographie pour le film Vol au-dessus d'un nid de coucou.
- 1977 : Oscar de la meilleure photographie pour En route pour la gloire
- 1987 : Nomination à l'Oscar de la meilleure photographie, Nomination à l'ASC Award et prix remporté à l'Independent Spirit Award pour le film Matewan
- 1989 : Nomination a l'Oscar de la meilleure photographie et ASC (American Society of Cinematographers) Award Winner pour le film Blaze[12]
- 1996 : Camerimage Lifetime Achievement Award[13]